# Perissus elongatus
Perissus elongatus är en skalbaggsart som beskrevs av Maurice Pic 1937. Perissus elongatus ingår i släktet Perissus och familjen långhorningar.
Artens utbredningsområde är Laos. Inga underarter finns listade i Catalogue of Life.